# ناحیه المور، شهرستان فاریبولت، مینه سوتا
ناحیه المور (به انگلیسی: Elmore Township) یک منطقهٔ مسکونی در ایالات متحده آمریکا است که در شهرستان فریبلت، مینه‌سوتا واقع شده‌است.
 ناحیه المور ۹۰٫۷ کیلومتر مربع مساحت و ۲۰۳ نفر جمعیت دارد و ۳۳۸ متر بالاتر از سطح دریا واقع شده‌است.